# Niesewand (Adelsgeschlecht)

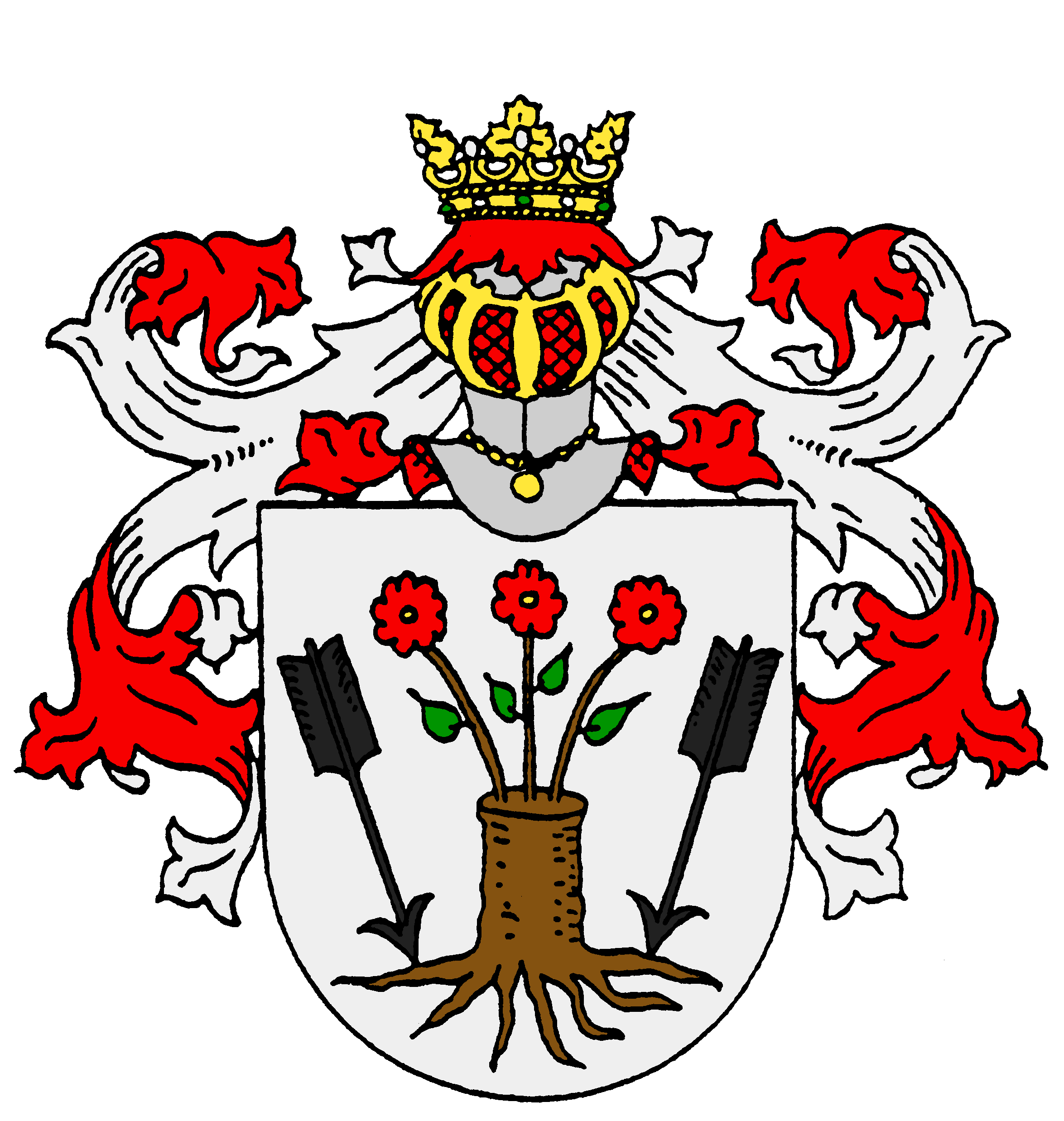
Wappen derer von Niesewand

Niesewand , auch Niesewandt, ist der Name eines preußischen Adelsgeschlechts.

## Geschichte
Das Geschlecht soll 1317 zuerst urkundlich genannt worden sein. Die Stammreihe beginnt mit dem 1687 urkundlich genannten Ratsherrn in Bischofstein Adam von Niesewand († vor 1729). Unter seinen Enkeln Anton von Niesewand (1730–1780) auf Schmolainen und Queetz und Johannes von Niesewand (1735–1814) auf Poludniewo teilte sich die Familie in zwei nach den Landgütern benannten Linien. Zahlreiche Söhne der Familie dienten als Offiziere in der preußischen Armee, ebenso heirateten Töchter der Familie mehrfach prominent. Vor allem im Ermland bestand zeitweiser Gutsbesitz, so zu Ganglau (1820), Kellaren (1820) und Poludniewo im Kreis Allenstein, zu Januschau im Kreis Osterode, zu Kuntzkeim im Kreis Rößel, zu Queetz im Kreis Heilsberg schließlich Haus Lerbach (1850–1865).

## Wappen
Blasonierung: In Silber ein natürlicher Nieswurzstamm mit drei roten Dolden, beiderseits begleitet von je einem schrägrechts bzw. schräglinks gestürzten schwarzem Pfeil. Der gekrönte Helm mit rot-silbernen Decken.

## Angehörige
- Leopold Otto von Niesewand (1793–1884), preußischer Generalmajor
  - Anna von Niesewand (1839–1930), ⚭ 1863 Adolph von La Valette-St. George (1831–1910), Zoologe und Anatom
  - Franz von Niesewand (1832–1904), preußischer Generalmajor
  - Friedrich Wilhelm von Niesewand (1833–1916), preußischer Generalleutnant
    - Franziska von Niesewand (1858–1935), ⚭ 1887 Petrus Graf von Hoverden, Freiherr von Plencken (1858–1907), Fideikommissherr auf Hünern
    - Therese von Niesewand (* 1861), ⚭ 1884 Wilhelm von Uslar-Gleichen (1855–1926), preußischer Generalmajor

  - Eduard von Niesewand (1837–1913), preußischer Landrat
    - Max von Niesewand (* 1863), preußischer Oberst
      - Margarethe von Niesewand (1891–1976), ⚭ 1928 Maximilian von Weichs (1881–1954), Generalfeldmarschall sowie Armee- und Heeresgruppenoberbefehlshaber während des Zweiten Weltkrieges

    - Maria von Niesewand (* 1870), ⚭I 1891 Friedrich Wilhelm Viktor Moritz Ferdinand von Obernitz (1860–1909), preußischer Regierungsrat; ⚭II 1909 Gustav Landmann (* 1860), Oberregierungsrat

weitere Namensträger
- John Robert von Niesewand, 2007 Präsident des Hof van Justitie in Suriname
- Marc-Uwe von Niesewand, Sohn von Uwe Reich, Rennfahrer